# Chasma
Ein Chasma (griechisch χάσμα chásma „Erdspalte, Schlund“) ist eine tiefe Erdspalte oder ein durch steile Felswände begrenzter, zerrissener Canyon. Die Spalte kann offen, aber auch teilweise durch Sedimente oder Bergstürze verschlossen sein.
Die Mehrzahl von das Chasma lautet die Chasmata. Von chasma leitet sich auch das Wort Kasematte ab.
Während das Wort in der terrestrischen Geologie nur selten verwendet wird, ist es in der planetaren Nomenklatur ein häufiger Namensbestandteil für große Grabenbrüche auf dem Mars und der Venus sowie auf manchen großen Monden. Einige Beispiele:
- Artemis Chasma (Venus)
- Chasma Boreale (Mars)
- Ganges Chasma (Mars)
- Hebes Chasma (Mars)
- Ithaca Chasma (Saturnmond Tethys).